# Monika Žigová
Monika Žigová (23. srpna 1963, Prešov, Československo) je slovenská herečka romského původu. 
Pro film ji objevil v roce 1983 režisér Dušan Klein. V roce 1984 hrála Ilonu v televizním filmu režiséra Marcela Děkanovského Právem lásky. Po roce 1984 již ve filmu nehrála.

## Filmografie
- 1983: Radikální řez (Naha)
- 1984: Falešný princ (Dvorní dáma)
- 1984: Právem lásky (Ilona)